# Фарлі Моует
Фарлі Моует (англ. Farley Mowat; 12 травня 1921, Бельвіль, Онтаріо — 6 травня 2014, Порт Хоуп, Південне Онтаріо) — канадський прозаїк, біолог, захисник навколишнього середовища.

## Життєпис
Його батько, Ангус Моует, після Першої світової війни став бібліотекарем і писав літературні твори. Під час Великої депресії родина переїхала в Саскатун. У Саскатуні Фарлі тримав у себе вдома гримучу змію, білку, двох сов, флоридського алігатора і кілька котів. У 1935 році він здійснив свою першу подорож в Арктику зі своїм родичем Франком.
Під час Другої світової війни Фарлі брав участь у військових діях в Європі в складі американської армії, брав участь у висадці союзних військ у Сицилії.
Після війни Моует закінчив біологічне відділення університету міста Торонто. Потім вступив на роботу в Службу вивчення тваринного світу Канади. Ця організація відрядила його (не пізніше 1959 року) до канадської тундри для вивчення вовків. Та експедиція, що дала вельми несподівані і дивні для того часу результати, описується в книзі «Не кричи «вовк»».
У 1981 році став офіцером ордена Канади. Його ім'ям названий один з кораблів природоохоронної організації Товариства охорони морської фауни.

### Переклади українською
- Моует Ф. Полонені білої пустелі[en] = Lost in the Barrens. — Київ : Веселка, 1969. — 254 с.[4] (перекладач Мар Пінчевський)
- Оповідання. І жодна пташка не співала: Урив. з повісті / / Всесвіт. — 1981. — № 3;
- Прокляття могили вікінга. — K., 1983.